# Saint-Priest-Ligoure
 Saint-Priest-Ligoure  (en occitano Sent Prèch Ligora) es una población y comuna francesa, en la región de Lemosín, departamento de Alto Vienne, en el distrito de Limoges y cantón de Nexon.

## Demografía
| 926 | 758 | 631 | 640 | 561 | 567 | 637 |
| Para los censos de 1962 a 1999 la población legal corresponde a la población sin duplicidades (Fuente: INSEE [Consultar]) |     |     |     |     |     |     |